# Chrono Break
"Chrono Break" (クロノ・ブレイク Kurono Bureiku?) es el nombre de una marca registrada por Squaresoft (a partir de 2003 Square Enix) el 5 de diciembre de 2001 en los Estados Unidos, que fue posteriormente abandonada. Esto llevó a una especulación sobre una posible nueva parte dentro de la saga Chrono, pero que luego se vería truncada en el proceso, y fue dada de baja.

## Registro
Al registro siguió un informe de prensa que hablaba de un nuevo juego de la saga Chrono. Dentro de este informe, Hironobu Sakaguchi mencionó que el equipo de Chrono Cross, especialmente Masato Kato, estaba interesado en desarrollar un nuevo juego de la saga, y que estaba siendo consideradas ideas sobre la trama y la historia. El proyecto todavía no había sido aprobado. Kato ya había mencionado en la guía de Ultimania para Chrono Cross que quería crear una secuela directa a Chrono Trigger para poder enlazar ciertos elementos de la historia e hilvanar sus tramas, y que los obstáculos con los que se encontraron a la hora de hacerla los llevó a crear Chrono Cross en su lugar. Mientras que Squaresoft no publicó ninguna noticia oficial, este registro condujo a que muchos seguidores de la saga creyeran que estaba en pleno desarrollo una secuela de Chrono Trigger y Chrono Cross. Sin embargo, Masato Kato y otros que habían trabajado en Chrono Cross -como Yasuyuki Honne- pasaron a trabajar para Monolith Soft, y Squaresoft seguía sin publicar noticia alguna referente a una posible secuela. El 13 de noviembre de 2003, la marca registrada fue dada de baja en los Estados Unidos.

## Respuesta oficial
La investigación de los fanáticos sobre el nuevo título fue lo subsecuentemente grande como para justificar una entrada en la página de FAQ de Square Enix, en la cual la compañía declaró que ningún nuevo juego se encontraba en desarrollo, aunque esto no significaba que la saga estuviese muerta.
En el 2001, SquareEnix registró una marca similar en Japón, "Chrono Brake". La marca japonesa todavía está registrada. En una entrevista en la E³ del 2003, el equipo de desarrollo responsable de Chrono Cross declaró que les encantaría un nuevo juego de la saga, pero que no podrían hacerlo durante mucho tiempo, debido a que debían apoyar y continuar creando expansiones para su único proyecto — el MMORPG Final Fantasy XI. Irónicamente, Hironobu Sakaguchi (uno de los creadores de Chrono Trigger) presentó la idea de un MMORPG a Squaresoft mientras trabaja en Final Fantasy: The Spirits Within. Como explicó Richard Honeywood:

Final Fantasy XI es todo por un rato. Todavía tenemos un montón de posibles expansiones que podríamos hacer, y mucho soporte que dar. En lo que a Chrono se refiere, es enorme; pero no podemos hacer dos o tres cosas al mismo tiempo, y es duro hacer FFXI y otro juego Chrono al mismo tiempo o demasiado juntos. Eso sí, nos encantaría hacer uno, pero no, todavía no. (14/05/2003)

Takashi Tokita, que dirigió Chrono Trigger, mencionó un "Chrono Trigger 2" en una entrevista del 2003 que no ha sido traducida. El desarrollador de Trigger, Yuuji Horii, no expresó interés alguno en volver a la franquicia Chrono en el 2005. En febrero del 2007, el productor de Square Enix, Hiromichi Tanaka tomó parte en varias entrevistas mientras promocionaba juegos en Europa. Tanaka reiteró que no hay ningún nuevo juego en desarrollo, pero que ciertamente no estaba descartado un regreso.

...es muy difícil poder juntar al equipo original, para poder hacer una secuela de la saga Chrono... porque si no intentamos juntar a esa gente y tomamos a otros en su lugar, nos encontraremos en ese punto en que un juego se siente diferente, puesto que habría diferentes personas a cargo, y posiblemente perderíamos el "espíritu Chrono".
Hiromichi Tanaka

En enero del 2008, el compositor Yasunori Mitsuda observó que "hay un montón de política involucrada" en crear un nuevo juego, e hizo hincapié en que Masato Kato debería participar en el desarrollo, si es que se concretara una nueva parte de la saga.

## Señales de vida
Recientemente han crecido las esperanzas de una secuela, ya que Masato Kato ha vuelto a Square Enix para trabajar en los juegos del proyecto World of Mana. Además, en una entrevista en un concierto de PLAY! en mayo de 2006, Yasunori Mitsuda declaró que tenía interés en componer para un nuevo juego de la saga. Estas esperanzas también son respaldadas por la buena relación de trabajo entre Kato y Mitsuda, ya que ambos colaboraron para lanzar Kirite, un álbum complementado por un libro de historias. En septiembre de 2005, Kato y Mitsuda se agruparon nuevamente para realizar un juego llamado Deep Labyrinth para la Nintendo DS. Además, Mitsuda anunció en 2005 que había un nuevo álbum de Chrono Cross en proceso. Esto, combinado con las recientes encuestas de Square Enix que enumeran a Chrono Trigger como opción de un juego para una videoconsola portátil, sugieren que el interés en la saga no ha disminuido totalmente en la compañía y que eventualmente se podría hacer una nueva iteración. Los fanáticos continúan escribiendo cartas y correos electrónicos a las centrales en Estados Unidos y Japón de Square Enix pidiendo por Chrono Break.